# Mar de Kara
El mar de Kara (en ruso: Карское море, Kárskoe more) es un sector del océano Glacial Ártico, localizado al norte de Siberia (Rusia). Se extiende entre los archipiélagos de Nueva Zembla y Tierra del Norte. Al sur tiene como límite la costa septentrional de Siberia, en la que destacan la península de Yamal y la de Taimyr.

## Geografía
El mar de Kara está limitado al oeste por la isla de Nueva Zembla, al este por las islas Severnaya Zemlya, al sur por el continente y al norte por una línea que partiendo del cabo Kohlsaat, en isla Graham Bell, discurre por la Tierra de Francisco José hasta el cabo Molotov (cabo Ártico), el punto más septentrional de la isla Komsomolets, en el archipiélago de Severnaya Zemlya.
Está localizado entre el mar de Pechora —un brazo occidental del mar de Barents— al oeste, con el que está conectado por el estrecho de Kara, y el estrecho Yugorsky y el mar de Láptev al este.
Mide aproximadamente 1450 km de largo y 970 km de ancho con un área de alrededor de 880 000 km² y una profundidad media de 110 m, siendo la profundidad máxima de 600 metros.
En comparación con el mar de Barents, que recibe relativamente las cálidas corrientes del océano Atlántico, el mar de Kara es mucho más frío, manteniéndose congelado durante más de nueve meses al año: prácticamente, solo es navegable en julio y agosto. Sus aguas reciben las aguas dulces de los ríos Obi (5410 km), Yeniséi (4093 km), Piasina (817 km) y Taimir (640 km), por lo que su salinidad es muy variable. Hay dos grandes golfos en la zona, el golfo del Obi (de casi 1000 km de longitud) y el golfo del Yeniséi, más pequeño.
Su ribera occidental pertenece al óblast de Arjánguelsk, la central al óblast de Tiumen y la oriental al Krai de Krasnoyarsk.
Sus principales puertos son Puerto Novy y Dikson, este último en la boca del golfo del Yeniséi. El mar de Kara es una importante zona de pesca, si bien solo dos meses al año. Últimamente se han realizado importantes descubrimientos de petróleo y gas natural —una extensión de la cuenca petrolera de Siberia Occidental— aunque aún no han sido desarrollados.

## Islas
Hay muchas islas y grupos de islas en el mar de Kara. A diferencia de los demás mares marginales del Ártico, en los que la mayoría de islas se encuentran a lo largo de la costa, en el mar de Kara muchas islas se encuentran en mar abierto en su región central, como las islas del Instituto Ártico, las islas Izvesti Tsik, las islas Kirov, la isla Uedineniya o islas solitarias, como la isla Vize y la isla Voronina.
El grupo más numeroso de islas del mar de Kara es, con mucho, el archipiélago Nordenskiöld, con cinco grandes subgrupos y más de noventa islas. Otras islas importantes son isla Bely, isla Dikson, isla Taymyr, islas Kamennyye e isla Oleni.

### Corrientes oceánicas

Representación esquemática de las corrientes oceánicas en el mar de Kara y zonas adyacentes

El agua que fluye por las vías marítimas al sur de Nueva Zembla se desvía en la península de Yamal y sigue fluyendo hacia el norte en forma de corriente de Yamal. Se fusiona con una corriente procedente del mar de Barents alrededor de la isla septentrional de Nueva Zembla y vuelve a fluir hacia el sur como la corriente de Novozemelsky oriental a lo largo de la costa oriental de las dos islas. Se forma así un gran remolino oceánico entre Nueva Zembla y la península de Yamal. El tamaño del remolino entre Nueva Zembla y la península de Yamal depende del tiempo en la región y está fuertemente influenciado por los vientos dominantes. Un diámetro de vórtice pequeño se asocia con una entrada de agua relativamente grande alrededor del norte de Nueva Zembla, y viceversa para un diámetro de vórtice grande.
Una parte del agua fluye hacia el sur desde Nueva Zembla a través del estrecho de Kara como la corriente de Litke de vuelta al mar de Barents, mientras que otra parte se ramifica desde la corriente de Yamal en dirección noreste y se une a las masas de agua procedentes de los ríos Obbus y Yenisei para fluir como la corriente de Taimyr occidental a través del estrecho de Wilkitsky hacia el mar de Laptev o a lo largo de la costa occidental de Severnaya Zemlya hacia el norte del mar de Kara y el océano Ártico. El agua dulce que desemboca en el mar de Kara desde los principales ríos, especialmente al norte del extremo septentrional de la península de Yamal, a menudo forma distintos frentes de la costa con grandes gradientes de salinidad, diferencias de temperatura y oleaje, que también son claramente visibles mediante la observación por satélite. En la Fosa de Santa Ana, el agua relativamente cálida de origen atlántico fluye en profundidad hacia el Mar de Kara.

## Historia
El mar de Kara era antiguamente conocido como Océano Scythicus o Mare Glaciale y aparece ya, con estos nombres, en los antiguos mapas del siglo XVI. Dado que está cerrado por el hielo la mayor parte del año se mantuvo en gran parte inexplorado hasta finales del siglo XIX.
En 1556 Stephen Borough (1525-84), navegó en el Searchthrift para tratar de llegar al río Obi, pero fue detenido por el hielo y la niebla a la entrada del mar de Kara. Hasta 1580 no hubo otra expedición inglesa, la de Arthur Pet y Charles Jackman, que intentaba encontrar el paso del Nordeste, un paso hacia el Pacífico. También fracasaron y en Inglaterra se perdió el interés en la búsqueda de tal paso.
Ese interés fue recobrado a finales del siglo XVI por las Provincias Unidas de los Países Bajos, que enfrascadas en la guerra de los ochenta años contra España, buscaban una ruta marítima entre el mar del Norte y Extremo Oriente que bordeando la costa norte de Rusia les permitiese alcanzar las Indias Orientales, donde tenían intereses comerciales, sin utilizar la ruta tradicional rodeando Europa y África, controlada por España. En 1594, se preparó una flota de cuatro barcos al mando de Cornelis Cornelisz Nay, de la ciudad de Enkhuizen, al que acompañaban otros dos famosos navegantes, Jan Huygen van Linschoten y Willem Barents. Nay consiguió superar el estrecho de Vaygach y adentrarse en el mar de Kara. Al año siguiente, 1595, Nay volvió al mando de una gran flota de siete barcos, pero encontraron el estrecho congelado y hubieron de desistir. Barents comandó un tercer y último intento en 1596, con solo dos barcos, en el que tampoco logró atravesar el estrecho. Tras intentar bordear el extremo norte de la isla de Nueva Zembla, su barco quedó atrapado en el hielo el 11 de septiembre. Tras pasar ese invierno en la isla, intentaron regresar al año siguiente en los botes, perdiendo Barents la vida en ese viaje de vuelta. Los Países Bajos también desistieron de encontrar la ruta del Mar del Norte.
En 1736-37, el almirante ruso Stepan Malygin llevó a cabo un viaje a la isla Dolgiy en el mar de Barents. Los dos buques de esta primera expedición fueron la Perviy, con Malygin al mando y la Vtoroy, capitaneada por el capitán A. Skuratov. Después de entrar en el poco explorado mar de Kara, navegaron hasta la desembocadura del río Obi. Malygin tomó cuidadosas observaciones de la hasta ese entonces casi desconocida zona de la costa ártica de Rusia. Con este conocimiento fue capaz de trazar el primer mapa preciso de las orillas del Ártico entre el río Pechora y el río Obi.
En 1878 el explorador sueco Adolf Erik Nordenskiöld, zarpando desde Gotemburgo en el barco Vega, navegó a lo largo de la costa siberiana, cruzó el mar de Kara, y pese a las bolsas de hielo, logró alcanzar los 180° de longitud a principios de septiembre. Atrapado por el hielo en el invierno en el mar de Chukchi, Nordenskiöld esperó e hizo trueques con el pueblo local, los chukchi. El verano siguiente el Vega quedó libre y consiguió llegar a Yokohama, en Japón. Se convirtió en el primer navegante que franqueó el paso del Nordeste. El mayor grupo de islas del mar de Kara, el archipiélago Nordenskiöld, lleva su nombre en su honor.
1912 fue un año trágico para los exploradores rusos del Ártico. En ese fatídico año el mar no se descongeló totalmente y grandes témpanos de hielo bloquearon la ruta del nordeste. Tres expediciones que querían cruzar el mar de Kara quedaron atrapadas y no sobrevivieron: la de Georgy Sedov, en el buque Foka; la de Georgy Brusilov, en el Santa Ana; y la de Vladimir Rusanov, en el Gercules. Sedov tenía la intención de llegar a la Tierra de Francisco José en barco, dejar un depósito allí y en trineo alcanzar el Polo Norte. Debido a la gran cantidad de hielo encontrado el primer verano, el buque solo pudo llegar a Nueva Zembla e invernó en la Tierra de Francisco José. En febrero de 1914 Sedov se dirigió al Polo con dos tripulantes y tres trineos, pero cayó enfermo y murió en la isla Rudolf.
Brusilov trataba de navegar a través del paso del Nordeste, cuando fue atrapado por el hielo en el mar de Kara y arrastrado a la deriva, hacia el norte, durante más de dos años, hasta llegar a una latitud de 83°17 N. Trece hombres, encabezados por Valerian Albanov, salieron del barco y comenzaron a caminar por el hielo a través de la Tierra de Francisco José, pero solo Albanov y un marinero (Alexander Konrad) sobrevivieron después de un horrible calvario de tres meses. En el mismo año la expedición de Rusanov se perdió en el mar de Kara. La ausencia prolongada de noticias sobre estas tres expediciones despertó la atención del público, y se organizaron algunas pequeñas expediciones de rescate, incluyendo cinco vuelos sobre el mar y el hielo, desde la costa noroeste de Nueva Zembla, del pionero piloto Jan Nagórski.
Después de la Revolución rusa de 1917, la escala y el alcance de la exploración del mar de Kara aumentaron considerablemente como parte de la labor de desarrollo de la Ruta del Mar del Norte. Aumentó el número de estaciones polares, cinco de las cuales ya existían en 1917, proporcionando informes meteorológicos, reconocimiento del hielo e instalaciones de radio. En 1932 había 24 estaciones, en 1948 alrededor de 80 y en la década de 1970 más de 100. El uso de rompehielos y, más tarde, de aeronaves, se generalizó como plataformas para el trabajo científico. En 1929 y 1930 el rompehielos Sedov llevó grupos de científicos a Severnaya Zemlya, la última gran pieza de territorio no conocido en el Ártico soviético, y el archipiélago fue completamente cartografiado por Georgy Ushakov entre 1930 y 1932.
Particularmente dignos de mención son tres cruceros del rompehielos Sadko, que pasaron más al norte que la mayoría; en 1935 y 1936 las últimas zonas inexploradas en el norte del mar de Kara fueron examinadas y la pequeña y recóndita isla Ushakov fue descubierta.
En el verano de 1942 varios submarinos y buques de guerra alemanes de la Kriegsmarine entraron en el mar de Kara a fin de destruir la mayor cantidad de buques rusos que fuera posible, en la campaña naval conocida como «Operación Wunderland». Su éxito estuvo limitado por la presencia de témpanos de hielo, así como el mal tiempo y la niebla, que protegieron más eficazmente a los buques soviéticos que lo que ellos mismos pudieron haberlo hecho en condiciones meteorológicas más adecuadas.
Actualmente hay preocupación por los niveles de residuos nucleares que la antigua Unión Soviética vertió en el mar, que incluyeron seis submarinos nucleares y diez reactores nucleares, y el efecto que ello tendrá en el medio marino. Una evaluación del Organismo Internacional de Energía Atómica mostró que las emisiones son bajas y localizadas.

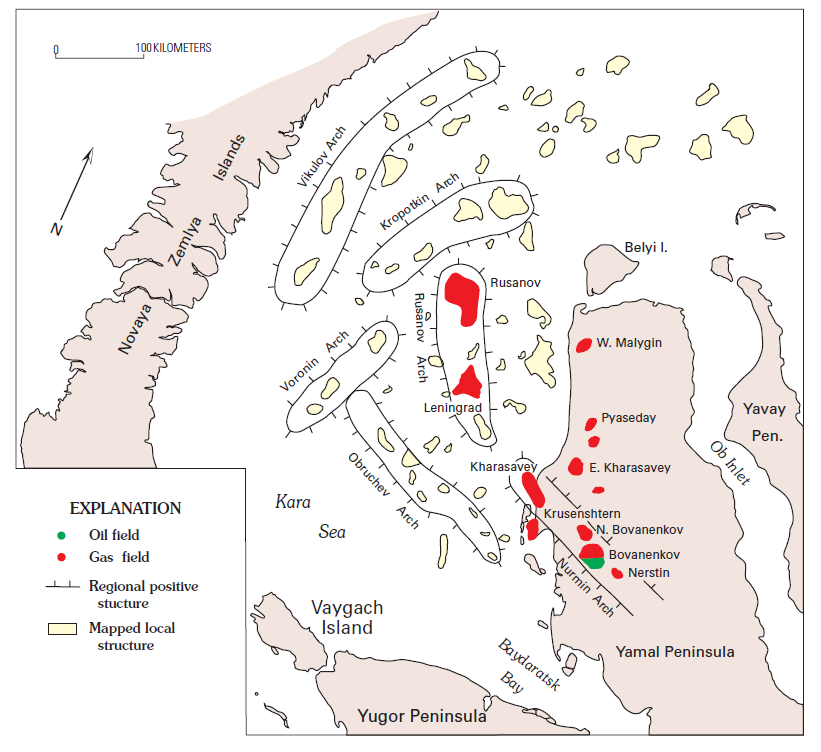
Mapa estructural del mar de Kara. Se muestran los yacimientos de petróleo y de gas.

## Vertidos nucleares
Existe preocupación por la contaminación radiactiva de los residuos nucleares que la antigua Unión Soviética vertió en el mar y el efecto que esto tendrá en el medio ambiente marino.  Según un informe oficial del "Libro Blanco" elaborado y publicado por el gobierno ruso en marzo de 1993, la Unión Soviética vertió seis reactores submarinos nucleares y diez reactores nucleares en el mar de Kara entre 1965 y 1988. Los residuos sólidos de alto y bajo nivel descargados de los submarinos nucleares de la Flota del Norte durante las recargas de los reactores se vertieron en el Mar de Kara, principalmente en los fiordos poco profundos de Novaya Zemlya, donde las profundidades de los lugares de vertido oscilan entre los 12 y los 135 metros, y en la Fosa de Novaya Zemlya a profundidades de hasta 380 metros. Los residuos líquidos de baja actividad se vertieron en los mares de Barents y Kara abiertos. Una evaluación posterior del Organismo Internacional de Energía Atómica (OIEA)  demostró que las emisiones de los 16 reactores navales (que, según el OIEA, procedían de siete submarinos y del rompehielos Lenin que se vertieron en cinco lugares del mar de Kara son bajas y están localizadas. La mayoría de los reactores vertidos habían sufrido un accidente.
El submarino soviético K-27 fue hundido en la bahía de Stepovogo con sus dos reactores llenos de combustible nuclear gastado. En un seminario celebrado en febrero de 2012 se reveló que los reactores a bordo del submarino podrían volver a alcanzar la criticalidad y explotar (una acumulación de calor que llevaría a una explosión de vapor frente a la nuclear). El catálogo de residuos arrojados al mar por los soviéticos, según documentos vistos por Bellona, incluye unos 17.000 contenedores de residuos radiactivos, 19 barcos con residuos radiactivos, 14 reactores nucleares, incluidos cinco que aún contienen combustible nuclear gastado; otras 735 piezas de maquinaria pesada contaminada radiactivamente, y el submarino nuclear K-27 con sus dos reactores cargados de combustible nuclear.

## Reserva natural
La Gran Reserva Natural del Ártico —la mayor reserva natural de Rusia y de toda Europa— fue declarada como tal el 11 de mayo de 1993 por Resolución n.º 431 del Gobierno de la Federación de Rusia.
La sección de las islas del mar de Kara (4000 km²) de la Gran Reserva Natural del Ártico incluye las islas Kirov, isla Voronina, islas Izvesttadaliy TSIK, islas del Instituto Ártico, isla Svordrup, isla Ensomheden y una serie de islas menores. Esta sección representa casi totalmente la diversidad natural y biológica de las islas del mar Ártico de la parte oriental del mar de Kara.

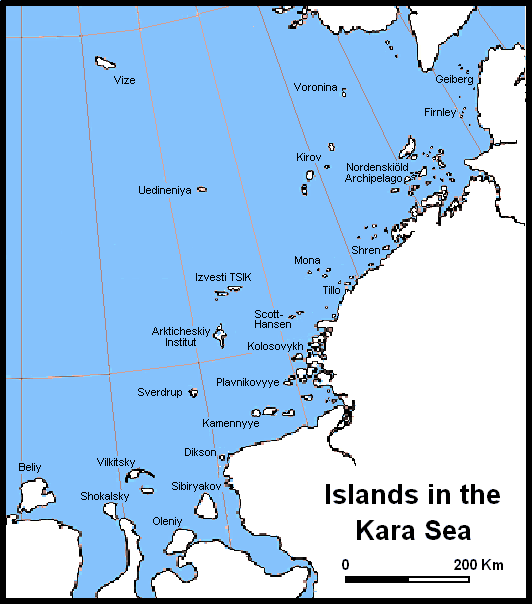
Mapa de las islas costeras del mar de Kara.